# 梅賽德斯-奔馳O303
梅賽德斯-奔馳O303是由梅賽德斯-賓士於1974年至1992年間製造的整體式客車。它也可作為底盤提供，客戶可以選擇在前面甚至整個車頭的下部包括擋風玻璃從底盤隨附的整體型號。

## 历史
梅賽德斯-奔馳O303於1974年在巴黎車展上推出，作為O302的替代品。1985年，O303是第一輛提供“防鎖死煞車系統(簡稱ABS)”的大客車。
O303生產18年的時間生產超過33,000輛O303，後被O404取代。

## 使用國家和地區

### 台灣
在民國79年以前，台灣國道客運業者只有臺灣汽車客運公司（簡稱台汽）。民國63年，非法營運車輛（俗稱野雞車）開始使用O303,因此造成台灣大客車模仿O303的風潮。民國68年台汽引進O303擔任中興號,民國72年台汽收購一批野雞車之車輛，因此台汽收購的O303擔任代國光號、代中興號。但由台汽收購野雞車效果不好，因此野雞車依舊沒有消失。民國79年，中華民國交通部整合野雞車業者成立統聯客運，因此統聯也引進一批O303。同年，梅賽德斯-賓士贈送一輛原裝進口的O303給台汽擔任國光號跑松山機場到桃園機場路線。